# Parlament de Geòrgia
El Parlament de Geòrgia (georgià საქართველოს პარლამენტი, Sakartvelos Parlamenti) és el poder legislatiu de Geòrgia. És unicameral i consta de 150 diputats escollits cada quatre anys per sufragi universal en base a un sistema mixt: 120 són representants proporcionals i 30 són elegits mitjançant el sistema d'escrutini uninominal majoritari, en representació de les seves respectives circumscripcions. Segons les esmenes constitucionals de 2017, el Parlament farà una transició a una representació totalment proporcional el 2024.
La constitució de Geòrgia garanteix al Parlament de Geòrgia el poder legislatiu central, que és limitat en el Parlament de les Repúbliques Autònomes d'Adjària i Abkhàzia.
El Parlament de Geòrgia té la seu a Tbilisi, la capital de Geòrgia. Del 2012 al 2018, les sessions parlamentàries habituals es van celebrar en un nou edifici especialment construït per a aquest propòsit a Kutaissi, aleshores la segona ciutat més gran de Geòrgia, a 231 quilòmetres a l'oest de Tbilisi. L'esmena de 2017 va entrar en vigor el desembre de 2018, sense cap referència a Kutaissi com a seu del Parlament, el que significa que el Parlament va tornar completament a la capital el gener de 2019.